# Il secondo tragico Fantozzi
Pour plus de détails, voir Fiche technique et Distribution.
Il secondo tragico Fantozzi est une comédie italienne réalisée par Luciano Salce, sortie en 1976.

## Synopsis
Les aventures d'Ugo Fantozzi continuent sur le même ton de servilité et de frustration dans tous les domaines de la vie : professionnel chez Megaditta, familial, amoureux et amical. Les scènes successives sont :
- au casino de Montecarlo avec le directeur Semenzara ;
- l'ouverture de la chasse avec Filini et les collègues ;
- lancer du navire de l'entreprise ;
- diner chez la comtesse Serbelloni ;
- au cirque ;
- le forum sur les films, dont le Cuirassé Kotiomkin ;
- aventure nocturne à l’Ippopotamo ;
- à Capri avec Silvani séparée de Calboni ;
- proposition de réembauche dans la Megaditta comme paratonnerre.

## Fiche technique
- Durée : 105 min
- Ratio : 1,85:1
- Genre : comédie
- Réalisation : Luciano Salce
- Scénario : Paolo Villaggio (Fantozzi et Il secondo tragico libro di Fantozzi)
- Adaptation : Leonardo Benvenuti, Piero De Bernardi, Paolo Villaggio, Luciano Salce
- Producteur : Giovanni Bertolucci
- Doublage italien[1] :
  - Antonio Guidi : Mega Direttore Galattico
  - Sergio Tedesco : Prof. Guidobaldo Maria Riccardelli
- Photographie : Erico Menczer
- Montage : Antonio Siciliano
- Musique : Franco Bixio, Fabio Frizzi, Vince Tempera
- Scénographie : Carlo Tommasi

## Distribution
- Paolo Villaggio : Ugo Fantozzi
- Liù Bosisio : Pina Fantozzi
- Plinio Fernando : Mariangela Fantozzi
- Gigi Reder : Silvio Filini, collègue
- Anna Mazzamauro : Mlle Silvani à Calboni
- Giuseppe Anatrelli : Luciano géomètre à Calboni
- Paolo Paoloni : Galattico, directeur de Méga
- Antonino Faa' Di Bruno : Pier Carlo Semenzara, comte, ingénieur, directeur de Méga
- Ugo Bologna : Corrado Maria Lobbiam
- Mauro Vestri : Professeur Guidobaldo Maria Riccardelli
- Nietta Zocchi : Comtesse Serbelloni Mazzanti Viendalmare
- Pietro Zardini : Fonelli, comptable
- Alba Maiolini : "l'œil de la mère", scène du cuirassé Kotiomkin
- Dino Emanuelli : collègue de Fantozzi

## Remarques
C'est le deuxième épisode de la saga Fantozzi, toujours relatif aux avanies d'Ugo Fantozzi, personnage créé dans les romans satiriques de Paolo Villaggio. Le film se présente de fait comme la suite du précédent, et s'inspire lui aussi des deux premiers livres de Villaggio : Fantozzi et Il secondo tragico libro di Fantozzi.

## Épisodes célèbres
Ce second film est le plus célèbre de la série, avec des épisodes qui ont marqué la culture italienne, et qui pour une part seront réutilisés dans les épisodes suivants : 
- l'expédition à Monte-Carlo,
- la battue de l'ouverture de la chasse,
- le diner chez la comtesse
- Le cuirassé Kotiomkin.

### Monte-Carlo
Le directeur Pier Carlo Semenzara tire au sort dans l'entreprise celui des employés qui l'accompagnera au casino de Monte-Carlo. C'est Fantozzi qui est choisi, et commence pour lui un véritable calvaire, dès l'attente du directeur à la gare et le voyage en train. Une fois sur place, Fantozzi doit satisfaire les requêtes les plus étranges de Semenzara pour garder le fluide de la chance (y compris le fait de boire 25 bouteilles d'eau gazeuse Bertier). Au moment où il semble lui porter chance, Fantozzi reçoit de Semenzara des promesses de promotion, qui disparaissent cependant aussi vite que les pertes qui s'ensuivent. L'eau gazeuse qu'il a bue le transforme d'ailleurs en ballon qui s'élève dans la salle du casino, à sa grande surprise ; une fois redescendu, il peut se réfugier dans une pièce où il ose enfin émettre un rot libérateur d'une force peu habituelle. De retour dans la salle des jeux, Fantozzi mise sur le 27 que lui avait conseillé Mlle Silvani, et gagne la somme rondelette de 700 000 lires. Semenzara s'impose aussitôt pour gérer cette somme qui sert donc à régler la suite au Grand Hôtel, des extras en tout genre et le wagon-lit du retour. Fantozzi, quant à lui, n'ayant même pas de quoi payer son billet, revient sous le train, ankylosé et mort de froid.

### La battue
Remis d'aplomb par les compresses de son épouse qui lui donnent à chaque fois des visions, Fantozzi participe à une battue où l'a invité Filini, entre amis... de fait, ils sont 60 chasseurs armés jusqu'aux dents sur une surface de 14 m2 ! Une fois réduites à néant et en peu de temps les cibles sauvages, les chasseurs se retournent les uns contre les autres, en une véritable guerre. Fantozzi lui-même se réjouit d'avoir un pistolet pour partir à la chasse aux collègues, mais il se sert piteusement de cette arme... et la guerre se termine à temps pour regarder le journal sportif du dimanche soir.

### Le diner chez la comtesse
Après le lancement du navire de la boîte, tous les employés sont invités à une soirée dans la villa de la comtesse. Fantozzi et Filini arrivent en retard, après un petit incident avec le chien-chien de deux tonnes Ivan le Terrible XXXII, de race "alano-brandebourgeoise". Pour se faire pardonner, les comtes Viendalmare les invitent à la table d'honneur, où Fantozzi détonne par son manque de costume réglementaire. Ne parvenant pas à couper une grive, Fantozzi essaie de l'avaler d'un seul coup et son visage passe par toutes les couleurs, d'autant plus qu'il avale des tomates de décoration qui provoquent une telle irritation qu'il doit se rafraichir dans la fontaine de la villa : cela provoque un nuage de vapeur ! Fantozzi décide de quitter les lieux en empruntant une Maserati, mais le chien de la comtesse le rejoint et l'empêche de sortir de la voiture pendant une semaine, alors que son épouse parvient à le nourrir en lui versant du vin brulé par un tuyau depuis le balcon au-dessus du lieu de stationnement de l'auto. La semaine en question lui sera bien sûr décomptée de ses vacances.

### Le cuirassé Kotiomkin
Un petit flashback de 20 ans révèle que Fantozzi avait été initialement embauché comme humidificateur de timbres, et que sa carrière dans la boite a progressé grâce à la sympathie qu'il a suscitée auprès du professeur Riccardelli, cinéphile passionné. On apprend justement qu'un fois par semaine, les employés sont obligés de visionner des chefs-d'œuvre (un peu longs) du cinéma comme : Dies Irae de Carl Theodor Dreyer (6 h) ; L'Homme d'Aran de Robert J. Flaherty (9 épisodes) ; mais surtout Le Cuirassé Kotiomkin (18 bobines). Chaque soirée se conclut par un débat où les employés, pour obtenir les bonnes grâces du professeur, ne tarissent pas d'éloge sur ce qu'ils viennent de voir ; seul Fantozzi profite peu, car le professeur le trouve peu participant.
Lors d'une n-ième soirée cinéphile qui oblige les employés à rater une rencontre historique de football entre l'Angleterre et l'Italie, Fantozzi trouve le courage de se révolter, déclarant à voix haute :
« Per me...la corazzata Kotiomkin... è una cagata pazzesca!! (A mon avis... le Cuirassé Kotiomkin... est une cagade monstrueuse !!!) ».

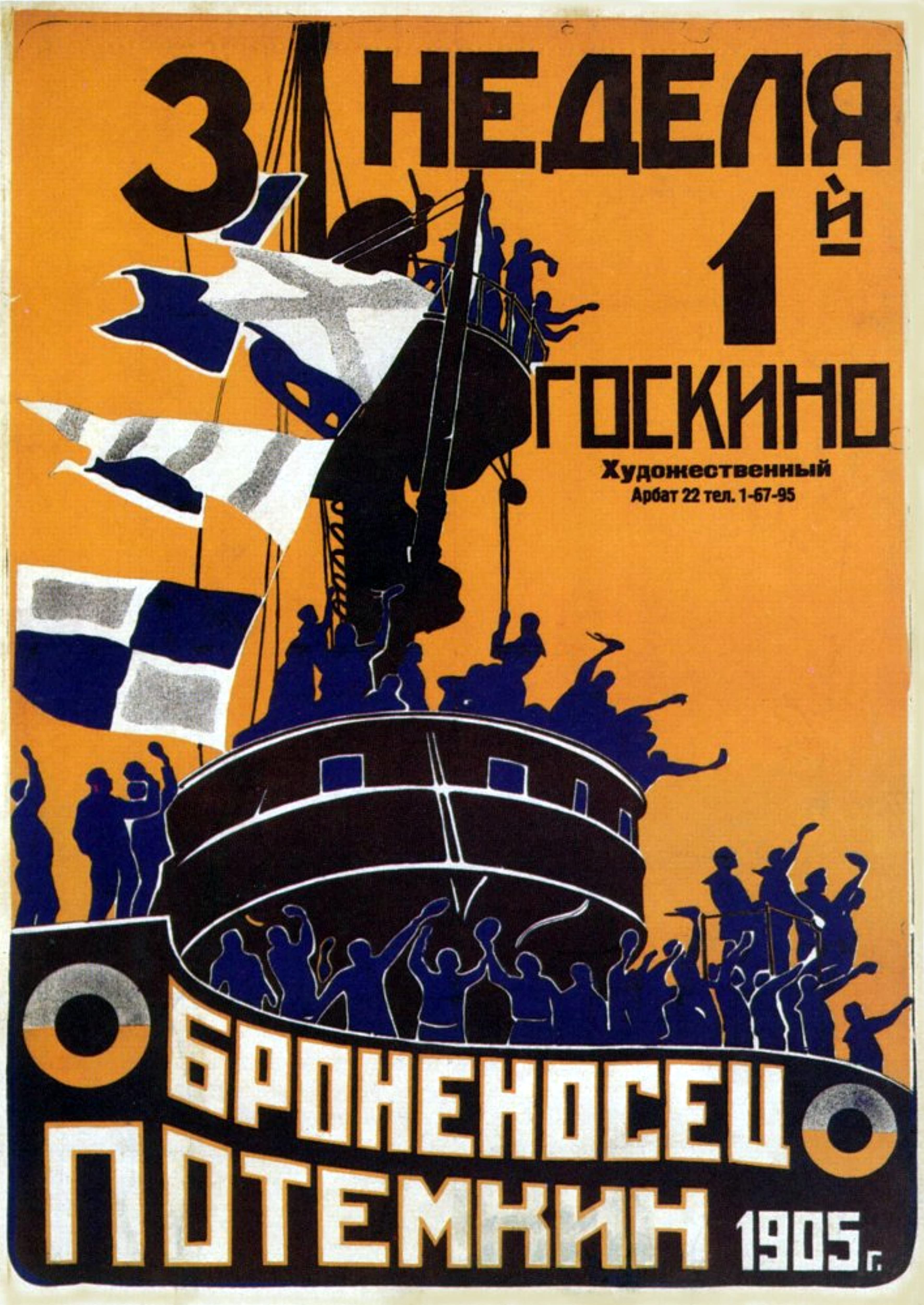
L'affiche originale du film Le Cuirassé Potemkine de Sergueï Eisenstein (1925)

Cette sentence provoque 92 minutes d'applaudissements des collègues, qui partagent tous son avis et se rebellent à leur tour contre le professeur, qu'ils frappent et auquel ils imposent une camisole de force. Une fois brûlé devant ses yeux le film détesté, les employés l'obligent à visionner des films de série B : un érotique (Mademoiselle cuisses longues) ; un film symbole de la comédie érotique à l'italienne très en vogue à l'époque), une parodie L'exorcique (L'Esorciccio (it)) et La police s'énerve (parodie inexistante des néo-polars italiens des années 1970). Mais, au bout de trois jours, la police s'énerve pour de vrai, et les révoltés sont contraints de se rendre.
Pour réparer la destruction du précieux film, ils seront obligés de jouer eux-mêmes la scène principale du chef-d'œuvre de Sergueï Einstein (en fait Sergueï Eisenstein) chaque samedi et cela jusqu'à leur retraite. Fantozzi quant à lui devra jouer la scène la plus humiliante et douloureuse : un enfant en landau qui tombe dans un escalier.